# Bukve
Bukve (en cyrillique : Букве) est un village de Bosnie-Herzégovine. Il est situé dans la municipalité de Vitez, dans le canton de Bosnie centrale et dans la fédération de Bosnie-et-Herzégovine. Selon les premiers résultats du recensement bosnien de 2013, il compte 211 habitants.

## Démographie

### Évolution historique de la population dans la localité
| 1948 | 1953 | 1961 | 1971 | 1981 | 1991 | 2013 |
| ---- | ---- | ---- | ---- | ---- | ---- | ---- |
| -    | -    | 435  | 419  | 314  | 282  | 211  |

|  |

### Communauté locale
En 1991, la communauté locale de Bukve comptait 422 habitants, répartis de la manière suivante :